# Francisca Pascual Domènech
Francisca Pascual Domènech, en religió Francesca de la Concepció (Montcada, Horta Nord, 13 d'octubre de 1833 - 26 d'abril de 1903) fou una religiosa valenciana, fundadora de la congregació de le Germanes Franciscanes de la Immaculada. Ha estat proclamada venerable per l'Església Catòlica Romana.

## Biografia
Va néixer a Montcada en una família humil de pagesos. Aviat, va començar a treballar en una fàbrica de filats de seda, a València. Hi va poder comprovar la duresa de les condicions laborals per a les dones i, amb altres companyes de Montcada, van llogar un pis per a viure a la ciutat durant la setmana, evitant el desplaçament diari a peu.
Va sentir vocació religiosa i va intentar d'entrar a les Adoratrius, però no hi podia pagar la dot i ingressà al beateri valencià de les terciàries franciscanes. Veia, però, que havia de fer més per ajudar els necessitats i que la comunitat del beateri havia de portar un estil de vida més acord al carisma franciscà. Els proposà de fer una nova comunitat, una congregació que seguís la regla franciscana i s'ocupés de l'atenció a les necessitats materials i espirituals de les dones obreres. Idearen de tenir llars d'infants on tenir-ne cura mentre les mares treballaven, llocs on poder menjar a preus econòmics, escoles nocturnes i dominicals per a formar aquestes dones, hospitals per a curar de les més grans o les malaltes... Havien de dedicar-se, en particular, a formar nenes i joves, sobretot les que no tenien recursos, i a l'educació de sord-muts i cecs.
Les constitucions de la nova congregació foren aprovades per l'arquebisbe Mariano Benito Barrio y Fernández i el 27 de febrer de 1876 començaren la seva trajectòria amb el nom de Congregació de Religioses Terciàries Franciscanes de Sant Francesc d'Assís i de la Immaculada Concepció, que esdevindrà Congregació de Germanes Franciscanes de la Immaculada. El 9 d'abril de 1902, van obtenir l'aprovació pontifícia de les constitucions.
La congregació es va estendre per València, Alacant, Salamanca, Càceres i Terol i, quan Francesca de la Concepció morí, se n'havien d'obrir cases a Barcelona i Madrid. Morí al convent de Montcada, casa mare de la congregació, el 1903. Fou sepultada al mateix convent.
En 1990 se'n va obrir el procés per a la beatificació i el 2008 fou reconeguda com a serventa de Déu. El 30 de setembre de 2020, el papa Francesc proclamà l'heroïcitat de les seves virtuts, fent-la venerable.